# Diskografie El Sueño de Morfeo
Diskografie El Sueño de Morfeo, španělské skupiny, se skládá ze 6 studiových alb, 16 singlů, 16 videoklipů a 2 soundtracky.

## Studiová alba
| Titul                           | Detaily o albu                                                                                             | Nejvyšší pozice | Certifikace             |
| Titul                           | Detaily o albu                                                                                             | SPA             | Certifikace             |
| ------------------------------- | --- | --------------- | ----------------------- |
| Del Interior (jako Xemá)        | - Vydáno: 2002 (Španělsko) - Vydavatel: Ventilador Music - Formáty: CD, digitální stažení                  | —               |                         |
| El Sueño de Morfeo              | - Vydáno: 3. března 2005 (Španělsko) - Vydavatel: Globomedia Música - Formáty: CD, digitální stažení       | 4               | - PROMUSICAE: Platinová |
| Nos vemos en el camino          | - Vydáno: 17. dubna 2007 (Španělsko) - Vydavatel: Globomedia Música - Formáty: CD, digitální stažení       | 2               | - PROMUSICAE: Zlatá     |
| Cosas que nos hacen sentir bien | - Vydáno: 16. června 2009 (Španělsko) - Vydavatel: Warner Music Španělsko - Formáty: CD, digitální stažení | 3               |                         |
| Buscamos sonrisas               | - Vydáno: 14. února 2012 (Španělsko) - Vydavatel: Warner Music Španělsko - Formáty: CD, digitální stažení  | 16              |                         |
| Todos tenemos un sueño          | - Vydáno: 7. května 2013 (Španělsko) - Vydavatel: Warner Music Španělsko - Formáty: CD, digitální stažení  | 18              |                         |

## Singly

### Jako hlavní umělec
| Singl                      | Rok  | Nejvyšší pozice | Nejvyšší pozice | Certifikace         | Album                           |
| Singl                      | Rok  | SPA             | US Latin Tracks | Certifikace         | Album                           |
| -------------------------- | ---- | --------------- | --------------- | ------------------- | ------------------------------- |
| "La noche" (jako Xemá)     | 2002 | —               | —               |                     | Del Interior                    |
| "Nunca volverá"            | 2005 | 1               | —               |                     | El Sueño de Morfeo              |
| "Ojos de cielo"            | 2005 | —               | 35              |                     | El Sueño de Morfeo              |
| "Okupa de tu corazón"      | 2005 | —               | —               |                     | El Sueño de Morfeo              |
| "Ésta soy yo"              | 2006 | —               | —               |                     | El Sueño de Morfeo              |
| "Tómate la vida"           | 2006 | —               | —               |                     | El Sueño de Morfeo              |
| "Para Toda La Vida"        | 2007 | —               | —               |                     | Nos vemos en el camino          |
| "Demasiado tarde"          | 2007 | —               | —               |                     | Nos vemos en el camino          |
| "Chocar" (feat. Nek)       | 2008 | —               | —               |                     | Nos vemos en el camino          |
| "Nada es suficiente"       | 2008 | —               | —               |                     | Nos vemos en el camino          |
| "Si no estás"              | 2009 | 8               | —               | - PROMUSICAE: Zlatá | Cosas que nos hacen sentir bien |
| "No sé donde voy"          | 2009 | —               | —               |                     | Cosas que nos hacen sentir bien |
| "Gente"                    | 2009 | —               | —               |                     | Cosas que nos hacen sentir bien |
| "Depende de ti"            | 2011 | 38              | —               |                     | Buscamos sonrisas               |
| "Lo mejor está por llegar" | 2011 | —               | —               |                     | Buscamos sonrisas               |
| "Contigo Hasta El Final"   | 2013 | 32              | —               |                     | Todos tenemos un sueño          |

### Featuring
| Singl                                                       | Rok  | Nejvyšší pozice | Nejvyšší pozice | Certifikace | Album            |
| Singl                                                       | Rok  | SPA             | US Latin Tracks | Certifikace | Album            |
| ----------------------------------------------------------- | ---- | --------------- | --------------- | ----------- | ---------------- |
| "Cuatro elementos" (La Musicalité feat. El Sueño de Morfeo) | 2011 | 9               | —               |             | Cuatro elementos |

### Jiné
| Konstribuce                                            | Rok  | Album                                               |
| ------------------------------------------------------ | ---- | --------------------------------------------------- |
| "Una calle de París"                                   | 2005 | Cien gaviotas dónde irán... Un tributo a Duncan Dhu |
| "Déjame verte" (Diego Martin feat. El Sueño de Morfeo) | 2005 | Vivir no es solo respirar                           |
| "Reencontrar"                                          | 2006 | Auta - originální soundtrack (španělská verze)      |
| "Amanecer" (El Sueño de Morfeo & Álex Ubago)           | 2009 | 40 años con Nino                                    |
| "Es por ti" (Cómplices feat. El Sueño de Morfeo)       | 2010 | 20 años                                             |
| "Física o química (Sintonia versión)"                  | 2010 | Física o química, Vol. 2 (originální soundtrack)    |

## Videoklipy
- Nunca volverá (2005)
- Okupa de tu corazón (2005)
- Ojos de cielo (2005)
- Para Ti Seria (feat. Nek, 2007)
- Ésta soy yo (2008)
- Demasiado tarde (2008)
- Para toda la vida (2008)
- Chocar (feat. Nek) (2008)
- Gente (2009)
- Si no estás (2009)
- No sé donde voy (2009)
- Ven (2010)
- Cuatro Elementos (feat. La Musicalite, 2010)
- Depende de ti (2011)
- Lo mejor está por llegar (2012)
- Contigo Hasta El Final (2013)